# Brehuiești
Brehuiești – wieś w Rumunii, w okręgu Botoszany, w gminie Vlădeni. W 2011 roku liczyła 1604 mieszkańców.